# Championnats d'Europe de trampoline 2021
Navigation
2018 2022
La 27e édition des championnats d'Europe de trampoline, double mini-trampoline et tumbling ont lieu du 29 avril au 2 mai 2021.
La 27e édition devait avoir lieu du 7 au 10 mai 2020 à Göteborg, mais la pandémie de Covid-19 a conduit au report de l'événement.

## Podiums

### Senior
| Épreuves                | Or                                                                               | Argent                                                                             | Bronze                                                            |
| ----------------------- | -------------------------------------------------------------------------------- | ---------------------------------------------------------------------------------- | ----------------------------------------------------------------- |
| Hommes                  |                                                                                  |                                                                                    |                                                                   |
| Trampoline              | Aleh Rabtsau (BLR)                                                               | Uladzislau Hancharou (BLR)                                                         | Andrey Yudin (RUS)                                                |
| Double Mini             | Aleksandr Odintsov (RUS)                                                         | Tiago Sampaio Romao (POR)                                                          | Daniel Schmidt (GER)                                              |
| Tumbling                | Vadim Afanasev (RUS)                                                             | Aleksandr Lisitsyn (RUS)                                                           | Mikhail Malkin (AZE)                                              |
| Synchro                 | Biélorussie Uladzislau Hancharou Aleh Rabtsau                                    | Portugal Diogo Ganchinho Lucas Santos                                              | Allemagne Fabian Vogel Caio Lauxtermann                           |
| Trampoline par équipes  | Biélorussie Ivan Litvinovich Aleh Rabtsau Uladzislau Hancharou Aliaksei Dudarau  | Portugal Diogo Abreu Pedro Ferreira Lucas Santos Diogo Ganchinho                   | France Julian Chartier Allan Morante Florestan Riou Josuah Faroux |
| Double Mini par équipes | Russie Vasilii Makarskii Aleksandr Odintsov Mikhail Zalomin Andrei Gladenkov     | Portugal Tiago Sampaio Romão João Caeiro Luis Afonso Diogo Cabral                  | Suède Jonas Nordfors Linus Oledal Gustav Tingeloef                |
| Tumbling par équipes    | Russie Aleksandr Lisitsyn Vadim Afanasev Aleksei Svetlishnikov Nikita Lenin      | Danemark Rasmus Steffensen Adam Matthiesen Magnus Lindholmer Martin Abildgaard     | Portugal Vasco Peso Diogo Vilela André Palma João Saraiva         |
| Femmes                  |                                                                                  |                                                                                    |                                                                   |
| Trampoline              | Iana Lebedeva (RUS)                                                              | Léa Labrousse (FRA)                                                                | Marine Jurbert (FRA)                                              |
| Double Mini             | Galina Begim (RUS)                                                               | Lina Sjöberg (SWE)                                                                 | Dana Sadkova (RUS)                                                |
| Tumbling                | Tachina Peeters (BEL)                                                            | Viktoriia Danilenko (RUS)                                                          | Candy Brière-Vetillard (FRA)                                      |
| Synchro                 | Russie Anna Kornetskaya Susana Kochesok                                          | Biélorussie Katsiaryna Yarshova Viktoryia Kuidan                                   | Allemagne Leonie Adam Aileen Rösler                               |
| Trampoline par équipes  | Russie Iana Lebedeva Susana Kochesok Anna Kornetskaya Yana Pavlova               | Biélorussie Katsiaryna Yarshova Tatsiana Piatrenia Viktoryia Kuidan Palina Shadzko | France Léa Labrousse Marine Jurbert Marine Prieur Anaïs Brèche    |
| Tumbling par équipes    | France Candy Brière-Vetillard Manon Morançais Maëlle Dumitru-Marin Lucie Tumoine | Russie Viktoriia Danilenko Irina Silicheva Elena Neiman Polina Dorokhova           | Belgique Tachina Peeters Laura Vandevoorde Evi Milh               |

### Junior
| Épreuves                | Or                                                                            | Argent                                                                                           | Bronze                                                                   |
| ----------------------- | ----------------------------------------------------------------------------- | ------------------------------------------------------------------------------------------------ | ------------------------------------------------------------------------ |
| Hommes                  |                                                                               |                                                                                                  |                                                                          |
| Trampoline              | Danila Kasimov (RUS)                                                          | Stanislau Yaskevich (BLR)                                                                        | Kirill Kozlov (RUS)                                                      |
| Double Mini             | Aleksandr Butko (RUS)                                                         | Brent Deklerck (BEL)                                                                             | Martim Lavado (POR)                                                      |
| Tumbling                | Dmitrii Shatalov (RUS)                                                        | Axel Duriez (FRA)                                                                                | Uladzislau Liasnitski (BLR)                                              |
| Synchro                 | Biélorussie Daniil Pshanko Ivan Melnikau                                      | Azerbaïdjan Huseyn Abbasov Magsud Mahsudov                                                       | Russie Matvei Kiriushov Dmitrii Nartov                                   |
| Trampoline par équipes  | Biélorussie Andrei Builou Stanislau Yaskevich Ivan Melnikau Daniil Pshanko    | Portugal Gabriel Albuquerque Gonçalo Alves Sergio Aniceto Bruno Catarino                         | Allemagne Miguel Feyh Valentin Risch Philipp Wolfrum Lars Garmann        |
| Double Mini par équipes | Russie Vadim Alisov Aleksandr Butko Ilia Matroshilov Aleksei Tretiakov        | Portugal Martim Lavado Rafael Nobre Francisco Labiza Tomas Pinto                                 | Ukraine Dmytro Dziadevych Daniil Dolia Dmytro Titov                      |
| Tumbling par équipes    | Russie Sergey Finichenko Dmitrii Shatalov Danila Medvedev Murat Koshev        | Biélorussie Uladzislau Liasnitski Leanid Chumak Dzmitry Pishcheika Mikita Bohuch                 | Azerbaïdjan Tofig Aliyev Adil Hajizada Bilal Gurbanov Huseyn Asadullayev |
| Femmes                  |                                                                               |                                                                                                  |                                                                          |
| Trampoline              | Anzhela Bladtceva (RUS)                                                       | Mariia Mikhailova (RUS)                                                                          | Elif Colak (TUR)                                                         |
| Double Mini             | Alena Kalashnikova (RUS)                                                      | Sofia Tatarova (RUS)                                                                             | Tuva Stjaernborg (SWE)                                                   |
| Tumbling                | Arina Kaliandra (RUS)                                                         | Alexandra Efraimoglou (GRE)                                                                      | Kseniia Lutkova (RUS)                                                    |
| Synchro                 | Biélorussie Maryia Siarheyeva Viyaleta Bardzilouskaya                         | Turquie Elif Colak Sila Karakus                                                                  | Russie Mariia Milhailova Anna Epifanova                                  |
| Trampoline par équipes  | Russie Anzhela Bladtceva Mariia Mikhailova Natalia Blokhina Veronika Shmeleva | Biélorussie Viyaleta Bardzilouskaya Aliaaksandra Staliarova Zlata Shalkouskaya Maryia Siarheyeva | Allemagne Luka Kristen Frey Luisa Braaf Maya Möller Aurelia Eislöffel    |
| Double Mini par équipes | Russie Daria Tikhonova Alena Kalashnikova Iuliia Korotokova Sofia Tatarova    | Portugal Marta Silva Margarida Carreiro Rita Abrantes                                            | Suède Thea Liljeroth Tuva Stjaernborg Tilda Berg                         |
| Tumbling par équipes    | Russie Aleksandra Liamina Arina Kaliandra Kseniia Lutkova Kseniia Tiuzhaeva   | France Yanna Chomilier Capucine Dodiot Maura Evrard Maïwenn Prévot                               | Portugal Ines Gracio Francisca Pinto Matilde Santos                      |

## Tableau des médailles

### Senior
- Pays organisateur ( Russie)

| Rang  | Nation      | Or | Argent | Bronze | Total |
| ----- | ----------- | -- | ------ | ------ | ----- |
| 1     | Russie      | 8  | 3      | 2      | 13    |
| 2     | Biélorussie | 3  | 3      | 0      | 6     |
| 3     | France      | 1  | 1      | 4      | 6     |
| 4     | Belgique    | 1  | 0      | 1      | 2     |
| 5     | Portugal    | 0  | 4      | 1      | 5     |
| 6     | Suède       | 0  | 1      | 1      | 2     |
| 7     | Danemark    | 0  | 1      | 0      | 1     |
| 8     | Allemagne   | 0  | 0      | 3      | 3     |
| 9     | Azerbaïdjan | 0  | 0      | 1      | 1     |
| Total | Total       | 13 | 13     | 13     | 39    |

### Junior
- Pays organisateur ( Russie)

| Rang  | Nation      | Or | Argent | Bronze | Total |
| ----- | ----------- | -- | ------ | ------ | ----- |
| 1     | Russie      | 11 | 2      | 4      | 17    |
| 2     | Biélorussie | 3  | 3      | 1      | 7     |
| 3     | Portugal    | 0  | 3      | 2      | 5     |
| 4     | France      | 0  | 2      | 0      | 2     |
| 5     | Azerbaïdjan | 0  | 1      | 1      | 2     |
| 5     | Turquie     | 0  | 1      | 1      | 2     |
| 7     | Belgique    | 0  | 1      | 0      | 1     |
| 7     | Grèce       | 0  | 1      | 0      | 1     |
| 9     | Allemagne   | 0  | 0      | 2      | 2     |
| 9     | Suède       | 0  | 0      | 2      | 2     |
| 11    | Ukraine     | 0  | 0      | 1      | 1     |
| Total | Total       | 14 | 14     | 14     | 42    |